# فصل خاص للشباب الموهوب
الفصل الخاص بالشباب الموهوب في جامعة الصين للعلوم والتكنولوجيا أنشئ في مارس من عام 1978 م. كان أول فصل من نوعة في الصين وأحد الابتكارات الصينية في التعليم العالي. قال بالفكرة العلماء الشهيرون تسونغ-داو ليي، وسي إن يانغ، وسامويل سي سي تينغ، ودعمت الفكرة من رئيس مجلس الشعب السيد فانغ يي. كان الهدف من الفصل استكشاف أجدى الطرق وأنجعها في إنشاء جيل واعد من الشباب. بحلول شهر أكتوبر من عام 2006 م، كان قد سجل في الفصل 1134 ممن الشباب المتميز الموهوب، وكان قد تخرج منهم 942.
بعد نجاح الفصل هذا، أنشئ فصل جديد مجاور للأصلي عام 1985 م، وكان اسمه فصل اختبار إصلاحات التعليم كما أنه كان معروفًا بفصل الصفر المضاعف، وكانت طريقة إدارته مقاربة للفصل الموهوبين. أصبح الفصل الآن أساسيًا ضمن البرنامج. في الثمانية عشرة عامًا الماضية تخرج من الفصل 432 طالبًا، والعدد الحالي للمسجلين فيه 290.